# Municipio de Deepwater (condado de Bates)
El municipio de Deepwater (en inglés: Deepwater Township) es un municipio ubicado en el condado de Bates en el estado estadounidense de Misuri. En el año 2010 tenía una población de 307 habitantes y una densidad poblacional de 3,3 personas por km².

## Geografía
El municipio de Deepwater se encuentra ubicado en las coordenadas 38°15′20″N 94°7′43″O / 38.25556, -94.12861. Según la Oficina del Censo de los Estados Unidos, el municipio tiene una superficie total de 93.03 km², de la cual 92,78 km² corresponden a tierra firme y (0,28 %) 0,26 km² es agua.

## Demografía
Según el censo de 2010, había 307 personas residiendo en el municipio de Deepwater. La densidad de población era de 3,3 hab./km². De los 307 habitantes, el municipio de Deepwater estaba compuesto por el 98,7 % blancos, el 0,65 % eran asiáticos, el 0,33 % eran isleños del Pacífico y el 0,33 % eran de una mezcla de razas. Del total de la población el 0 % eran hispanos o latinos de cualquier raza.